# Ґури (Білобжезький повіт)
Ґури (пол. Góry) — село в Польщі, у гміні Промна Білобжезького повіту Мазовецького воєводства.
Населення — 153 особи (2011).
У 1975—1998 роках село належало до Радомського воєводства.

## Демографія
Демографічна структура станом на 31 березня 2011 року:
|          | Загалом | Допрацездатний вік | Працездатний вік | Постпрацездатний вік |
| -------- | ------- | ------------------ | ---------------- | -------------------- |
| Чоловіки | 75      | 14                 | 44               | 17                   |
| Жінки    | 78      | 9                  | 46               | 23                   |
| Разом    | 153     | 23                 | 90               | 40                   |